# Mosty Lewe
Mosty Lewe (biał. Масты Левыя; ros. Мосты Левые) – wieś na Białorusi, w obwodzie grodzieńskim, w rejonie mostowskim, w sielsowiecie Mosty, nad Niemnem i przy skrzyżowaniu dróg republikańskich  i P51.
Pierwsza wzmianka o miasteczku Mosty jako siedzibie wołości pochodzi z 1486 roku. Od 1589 roku miejscowość należała do ekonomii grodzieńskiej. W dwudziestoleciu międzywojennym leżały w Polsce, w województwie białostockim, w powiecie grodzieńskim, w gminie Mosty. Wówczas dokonano rozdziału miejscowości na Mosty Prawe i Mosty Lewe.
Dawniej nad Niemnem w Mostach Lewych znajdowała się przystań żeglugi rzecznej oraz kursował prom przez rzekę. Istniały one co najmniej od XIX w. do dwudziestolecia międzywojennego.